# Buk u Obřího sudu
Buk u Obřího sudu je památný strom rostoucí severně od obce Lázně Libverda ve Frýdlantském výběžku Libereckého kraje na severu České republiky. Jedinec buku lesního (Fagus sylvatica) dosahuje výšky 28 metrů a obvod jeho kmene činí 495 centimetrů. Stáří stromu je odhadováno na 200 až 250 let. Kolem něho prochází hranice lesního pásu a pastviny. Západně odtud se nachází výletní restaurace Obří sud spolu s jedním z výchozích bodů cyklistického Singltreku pod Smrkem.
Tento druh stromu je nejobvyklejší dřevinou vyskytující se v severních partiích Jizerských hor. Umisťovaly se například na hranice pozemků, což je – dle názoru Tomáše Korytáře uveřejněného v časopise Krkonoše – Jizerské hory – případ i tohoto stromu. Jedinec je hodnotný nejen pro své rozměry a podobě koruny, ale i kvůli svému umístění v krajině. Během roku 2009 ošetřila buk specializovaná arboristická firma. O dva roky později byl na základě rozhodnutí Správy Chráněné krajinné oblasti Jizerské hory vydaného dne 3. října 2011, prohlášen s účinností od 22. října 2011 za památkově chráněný.